# Deiver Parra
Deiver Parra (Planeta Rica, Colombia; 1 de enero de 1992) es un futbolista colombiano. Juega como defensa.

## Clubes
| Club                                 | País      | Año         |
| ------------------------------------ | --------- | ----------- |
| Sucre Fútbol Club                    | Colombia  | 2012        |
| Jaguares de Córdoba                  | Colombia  | 2013 - 2015 |
| Patriotas Boyacá                     | Colombia  | 2016 - 2017 |
| Angostura Fútbol Club                | Venezuela | 2018        |
| Internacional Fútbol Club de Palmira | Colombia  | 2019-2021   |

## Palmarés

### Torneos nacionales
| Título    | Club                | País     | Año  |
| --------- | ------------------- | -------- | ---- |
| Primera B | Jaguares de Córdoba | Colombia | 2014 |